# پیراتبار

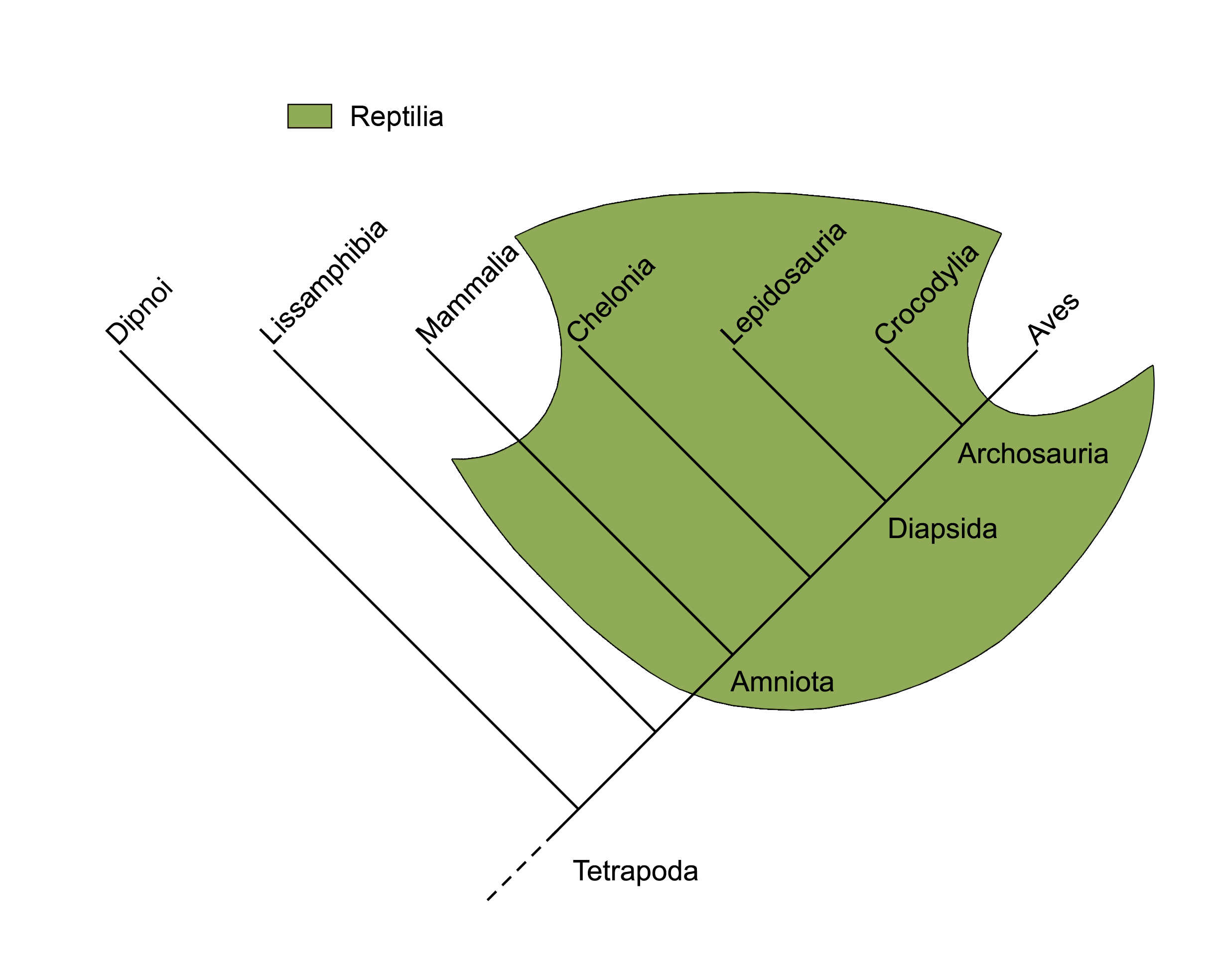
طبقهٔ سنتی خزندگان (منطقه سبزرنگ) یک گروه نافراگیر شامل همه آب‌پرده‌داران (Amniota) به جز پستاندران و پرندگان است. بر خلاف آن، کلاد آب‌پرده‌داران خودش یک گروه فراگیر است.

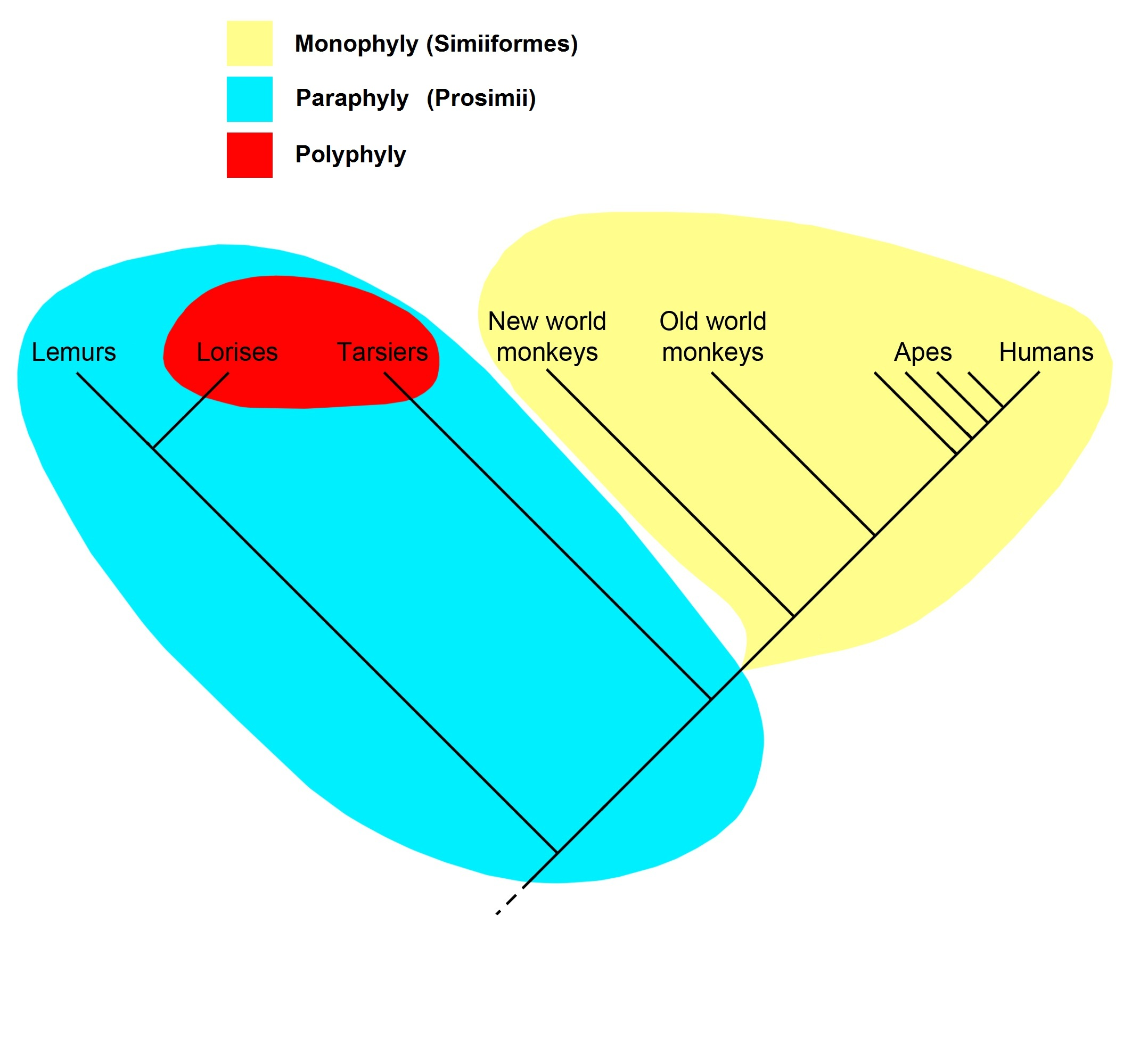
نمودار کلاد نخستی‌سانان، نمایشگر یک گروه فراگیر (میمونان، به رنگ زرد)، یک گروه نافراگیر (پیش‌میمونان، به رنگ آبی و شامل منطقه قرمز)، و یک گروه چندنیا (night-active primates، چشم‌گرد و شبگردان هندی، به رنگ قرمز) است.

پیراتبار (به انگلیسی: Paraphyly) یا پیراتباری (به انگلیسی: Paraphyletic)، به گروهی از جانداران گفته می‌شود که همگی نیای مشترک دارند اما بخشی از نوادگان این نیای مشترک که تفاوت زیادی با بقیه گروه دارند از این گروه برداشته شده و در دسته‌بندی‌ها جدا قرار داده شده‌اند، که خوانده می‌شوند گروه پارافیلِتیک یا پیراتبار.
ماهی‌ها نمونه معروفی از یک گروه نافراگیر هستند.
گروه نافراگیر گروهی است که شامل توالی‌ای از گونه‌های رو به تکامل به سمت یک گروه نهایی باشد، به طوری که یک یا چند شاخهٔ نهایی را ـ مثلاً به دلیل تغییرات شدید ظاهری ـ که از همان جد مشترک مشتق شده‌اند، جزئی آن محسوب نکنند. یک چنین گروه‌هایی را فراوان می‌توان در بین آثار علمی گذشته مشاهده کرد. نمونه بارز آن «ماهی‌ها» هستند. حتی گروه‌های شناخته شده تری همچون «خزندگان» نیز پارافیلتیک‌اند زیرا پرندگان در حقیقات ادامهٔ مسیر  تکامل خزندگان‌اند.

## نمونه‌ها
جدول زیر شامل برخی از گروه‌های نافراگیر است:
| گروه نافراگیر          | کلاد استثنا شده          | گروه فراگیر متناظر |
| ---------------------- | ------------------------ | ------------------ |
| دولپه‌ای‌ها              | تک‌لپه‌ای‌ها                | گیاهان گلدار       |
| جفت‌سم‌سانان             | آب‌بازسانان               | Cetartiodactyla    |
| خزندگان                | پستانداران و پرندگان     | آب‌پرده‌داران        |
| مارمولک‌ها              | مار‌ها                    | پولک‌داران          |
| پروکاریوت‌ها            | یوکاریوت‌ها               | جانداران           |
| ماهیان استخوانی        | چهاراندامان              | مهره‌داران استخوانی |
| پلیکوسور               | ددکمانان                 | هم‌کمانان           |
| میمون‌ها                | کپی‌ها                    | میمونان            |
| Plagiaulacida          | Cimolodonta و آرگین‌بهادر | چندتکمیزه‌ایان      |
| بی‌مهرگان               | مهره‌داران                | جانوران            |
| بازدانگان              | گیاهان گلدار             | پیدازادان          |
| ماهی‌ها                 | چهاراندامان              | مهره‌داران          |
| پیش‌میمونان             | میمونان                  | نخستی‌سانان         |
| خزه‌تباران              | آوندداران                | رویان‌داران         |
| مهره‌داران              | مخاطی‌واران               | جمجمه‌داران         |
| ملوانک‌واران            | شاخ‌قوچی‌ها و نیام‌داران    | سرپایان            |
| سخت‌پوستان              | شش‌پایان                  | همه‌سخت‌پوستان       |
| Pongidae (کپی‌های بزرگ) | انسان‌تباران              | انسانیان           |
| کپی‌ها                  | انسان‌تباران              | Hominoidea         |

## یادداشت
1. ↑  مخاطی‌واران گاه در مهره‌داران جای داده می‌شوند، هرچندکه ستون مهره‌ها ندارند.
2. ↑  انسان‌تباران گاه در کپی‌های بزرگ جای داده می‌شوند.
3. ↑  انسان‌تباران گاه در کپی‌ها جای داده می‌شوند.